# Liceum Muzyczne im. Karola Szymanowskiego w Warszawie
Liceum Muzyczne im. Karola Szymanowskiego w Warszawie – polska średnia szkoła muzyczna z przedmiotami muzycznymi oraz ogólnymi, założona w 1950 roku, część Zespołu Państwowych Szkół Muzycznych nr 4 im. Karola Szymanowskiego w Warszawie.

## Historia
Liceum powstało w 1950 roku powołane przez profesorów Ludwika Kurkiewicza i Aleksandra Jarzębskiego jako Państwowe Liceum Muzyczne przy Państwowej Średniej Szkole Muzycznej przy ul. Profesorskiej 6. Dyrektorem został Ludwik Kurkiewicz. Liceum przenosiło się kilka razy, najpierw na ul. Myśliwiecką 14, następnie do wspólnej siedziby z Państwową Wyższą Szkołą Muzyczną do pałacyku na ul. Pięknej. W 1952 dyrekcję objął Aleksander Jarzębski i kierował szkołą do śmierci w katastrofie lotniczej w 1962. W 1964 roku Liceum przeniosło do nowo wybudowanego budynku przy ulicy Krasińskiego 1, gdzie działa do dzisiaj.
Już w latach 60. Liceum opuszczali wybitni instrumentaliści, m.in. Piotr Janowski z klasy skrzypiec prof. Ireny Dubiskiej został zwycięzcą V Konkursu Skrzypcowego im. Henryka Wieniawskiego w Poznaniu, a Janusz Olejniczak – z klasy fortepianu prof. Luizy Walewskiej – zdobył VI Nagrodę na VIII Międzynarodowym Konkursie Pianistycznym im. Fryderyka Chopina.

## Pedagodzy
Wśród dawnych i obecnych nauczycieli szkoły widnieją takie nazwiska, jak pianiści Bronisława Kawalla, Piotr Paleczny, dyrygenci orkiestry Feliks Rybicki i Marcin Nałęcz-Niesiołowski.

## Absolwenci
Znani absolwenci szkoły to m.in. pianiści Piotr Anderszewski, Lidia Bajkowska, Stanisław Drzewiecki, Maciej Grzybowski, Marta Sosińska-Janczewska, kompozytorzy Joanna Bruzdowicz, Sebastian Krajewski, Marta Ptaszyńska, Piotr Rubik, Piotr Siejka, Filip Siejka, Jarosław Siwiński, Hadrian Filip Tabęcki, dyrygenci Jerzy Maksymiuk, Emilian Madey, Wojciech Rajski, Andrzej Straszyński, Łukasz Borowicz, harfistka Urszula Mazurek, skrzypkowie Filip Jaślar, Jakub Jakowicz, Magdalena Rezler, Maciej Sobczak, baryton Marcin Bronikowski, organiści Andrzej Chorosiński, wiolonczeliści Adam Klocek, Tadeusz Wojciechowski, aktorzy Michał Chorosiński, Krzysztof Gosztyła, Klementyna Umer, piosenkarki Anna Maria Jopek, Dorota Miśkiewicz, Natalia Niemen, Eleonora Niemen, perkusista Michał Miśkiewicz.

## Zespoły szkolne
W szkole działa klasa licealna z programem nauczania szkoły talentów, orkiestra kameralna „Mała Filharmonia”, sukcesy międzynarodowe odnosi chór szkolny. Od 2007 roku działa też Szymanowski Big-Band pod dyrekcją prof. Piotra Kostrzewy.